# Resolució 739 del Consell de Seguretat de les Nacions Unides
La Resolució 739 del Consell de Seguretat de les Nacions Unides, aprovada el 5 de febrer de 1992 després d'examinar l'aplicació de la República de Moldàvia per a ser membre de les Nacions Unides, el Consell va recomanar a l'Assemblea general que la República de Moldàvia fos admesa.